# Diocesi di Adrianopoli di Onoriade

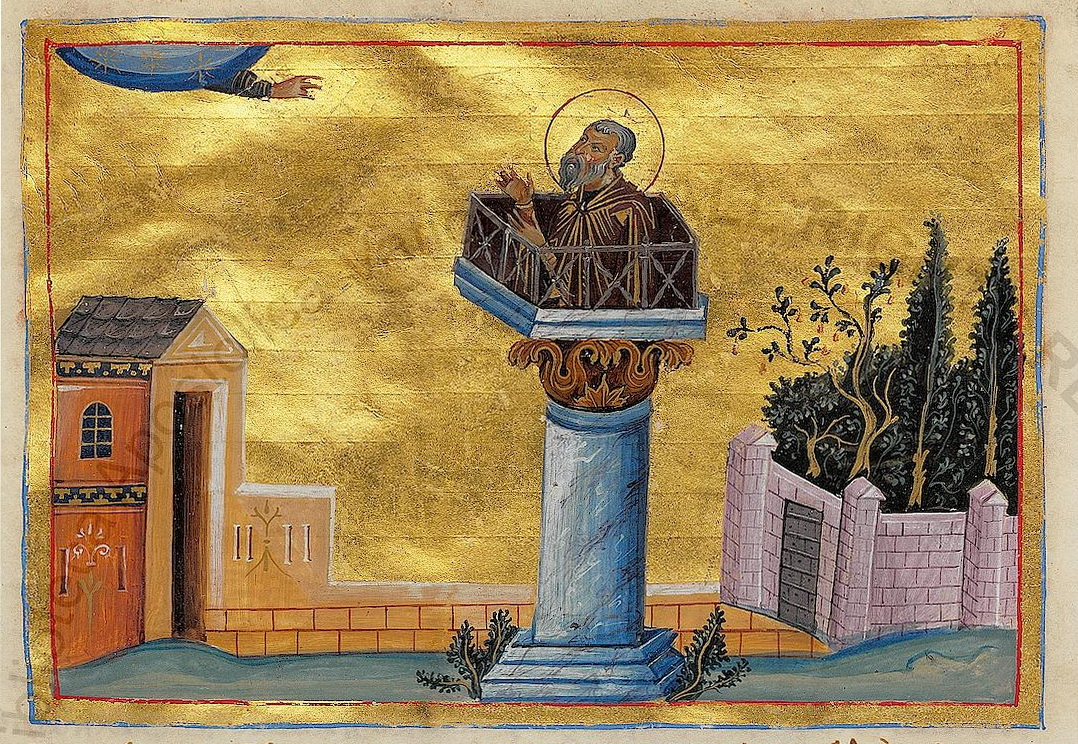
Miniatura di sant'Alipio lo stilita, originario di Adrianopoli di Onoriade.

La diocesi di Adrianopoli di Onoriade (in latino Dioecesis Hadrianopolitana in Honoriade) è una sede soppressa del patriarcato di Costantinopoli e una sede titolare della Chiesa cattolica.

## Storia
Adrianopoli di Onoriade, le cui rovine si trovano 3 km a est di Eskipazar (chiamata in precedenza Viranşehir) nella provincia turca di Karabük, è un'antica sede vescovile della provincia romana di Onoriade nella diocesi civile del Ponto. Faceva parte del patriarcato di Costantinopoli ed era suffraganea dell'arcidiocesi di Claudiopoli. La sede è documentata nelle Notitiae Episcopatuum del patriarcato fino al XII secolo.
Diversi sono i vescovi documentati di questa antica sede episcopale. Le Quien assegna a questa diocesi il vescovo Evezio, che prese parte al primo concilio ecumenico celebrato a Nicea nel 325; tuttavia lo stesso autore inserisce Evezio anche nella cronotassi di Adriani in Bitinia. Nell'Index patrum Nicaenorum restitutus di Heinrich Gelzer, questo vescovo è indicato come prelato di Adriani e non di Adrianopoli. L'incertezza nell'attribuzione della sede di questo vescovo è manifestata anche da Daniel Stiernon, mentre Ernest Honigmann si dichiara a favore di Adrianopoli di Onoriade.
Il primo vescovo certamente attribuibile a Adrianopoli di Onoriade è Teofilo, che si fece rappresentare al concilio di Calcedonia nel 451 dal prete Pelagio. Segue Teodoro I, che sottoscrisse, il 20 luglio 518, la petizione inviata dal sinodo di Costantinopoli al patriarca Giovanni, perché rompesse i suoi legami con Severo di Antiochia e il partito monofisita e ristabilisse la fede calcedonese.
Nella vita di sant'Alipio lo stilita, morto centenario durante il regno dell'imperatore Eraclio I (610-641), si menzionano due vescovi di nome Teodoro: Teodoro I, probabilmente lo stesso vescovo del 518, a cui fu affidata la prima educazione del santo; e Teodoro II, che lo consacrò diacono e lo nominò economo della chiesa episcopale. Un altro vescovo legato alla vita di Alipio, è Giovanni, menzionato in un mandamento imperiale datato alla metà del VI secolo, identificato con il vescovo omonimo che il diacono Alipio, trentenne, accompagnò a Costantinopoli.
Le fonti conciliari del VII-IX secolo attestano l'esistenza di altri tre vescovi: Platone, che partecipò al concilio di Costantinopoli del 680; Niceta, che figura tra i prelati presenti al secondo concilio di Nicea nel 787; e Sofronio, che partecipò al concilio di Costantinopoli dell'879-880 dove venne riabilitato il patriarca Fozio. Stiernon non esclude che quest'ultimo vescovo possa appartenere anche alla diocesi di Adrianopoli di Pisidia.
Al concilio di Costantinopoli dell'869-870, che condannò il patriarca Fozio, fu presente Cosma di Adrianopoli, che Le Quien inserisce nelle cronotassi di Adrianopoli di Emimonto, di Adrianopoli di Pisidia e di Adrianopoli di Epiro. Secondo Stiernon, non si tratta di tre vescovi omonimi, ma dello stesso vescovo, la cui attribuzione a Adrianopoli di Onoriade è indubitabile.
Un sigillo vescovile datato al X secolo riporta il nome del vescovo Giorgio di Adrianopoli. Tuttavia l'assenza nel sigillo di ulteriori indicazioni non permette di chiarire se Giorgio sia stato vescovo di Adrianopoli di Onoriade, oppure delle sedi omonime di Adrianopoli di Pisidia e Adrianopoli di Epiro.
Dal XVII secolo Adrianopoli di Onoriade è annoverata tra le sedi vescovili titolari della Chiesa cattolica; la sede è vacante dall'11 febbraio 1985. Il suo ultimo titolare è stato Joseph Maria Pernicone, vescovo ausiliare di New York.

## Cronotassi

### Vescovi greci
- Evezio ? † (menzionato nel 325)
- Teofilo † (menzionato nel 451)
- Teodoro I † (menzionato nel 518)
- Teodoro II † (prima seconda metà del VI secolo)
- Platone † (menzionato nel 680)
- Niceta † (menzionato nel 787)
- Cosma ? † (menzionato nell'869)
- Sofronio ? † (menzionato nell'879)
- Giorgio ? † (X secolo)

### Vescovi titolari
- Adrian von Walenburch † (8 agosto 1661 - 12 settembre 1669 deceduto)
- Ioannes Petrus von Quentel † (16 maggio 1698 - circa giugno 1710 deceduto)
  - André Jandard, C.M. † (27 agosto 1850 - ? dimesso) (vescovo eletto)
- Louis-Gabriel Delaplace, C.M. † (27 febbraio 1852 - 24 maggio 1884 deceduto)[15]
- Nicolás Casas y Conde, O.A.R. † (2 dicembre 1895 - 5 aprile 1906 deceduto)[16]
- Thomas Francis Kennedy † (15 dicembre 1907 - 17 giugno 1915 nominato arcivescovo titolare di Seleucia di Isauria)
- Denis Matthew Lowney † (24 agosto 1917 - 13 agosto 1918 deceduto)
- Francesco Isola † (14 febbraio 1919 - 21 dicembre 1926 deceduto)
- Alexandre-François-Marie Carlo, M.E.P. † (29 aprile 1927 - 11 aprile 1946 nominato vescovo di Anlong)
- Giovanni Battista Anselmo, P.I.M.E. † (16 ottobre 1947 - 19 febbraio 1953 deceduto)
- Fortunato Maria Farina † (1º febbraio 1954 - 20 febbraio 1954 deceduto)
- Joseph Maria Pernicone † (6 aprile 1954 - 11 febbraio 1985 deceduto)